# Cesio
El cesio es el elemento químico con número atómico 55 y peso atómico de 132,905 u. Su símbolo es Cs, y es el segundo más pesado de los metales alcalinos conocidos en el grupo IA de la tabla periódica, después del francio; se encuentra en componentes no orgánicos.

## Historia
El cesio fue descubierto por Robert Bunsen y por Gustav Kirchhoff en el año 1860 mediante el uso de un nuevo espectroscopio desarrollado por ellos, al encontrar dos líneas brillantes de color azul en el espectro del carbonato de cesio y del cloruro de cesio.  Dichas sales de cesio fueron aisladas por Robert Bunsen, precipitándolas a partir de agua mineral. Bunsen y Kirchoff le dieron el nombre derivando del latín caesius (azul cielo). A pesar de los intentos infructuosos de Bunsen por aislar el elemento en su forma metálica, hubo que esperar hasta 1862 para que Carl Setterberg pudiera aislarlo mediante electrólisis del cianuro de cesio fundido.
Como apunte, en el año 1967 se establece en la conferencia de pesos y medidas en París que un segundo es igual a 9 192 631 770 períodos de radiación correspondiente a la transición entre los dos niveles hiperfinos del estado fundamental del isótopo 133 del átomo de cesio (133Cs), medidos a 0 K.

## Características
El cesio es un metal blando, ligero y de bajo punto de fusión. Es el segundo menos electronegativo de todos los elementos después del francio. El cesio reacciona en forma vigorosa con oxígeno para formar una mezcla de óxidos. En aire húmedo, el calor de oxidación puede ser suficiente para fundir y prender el metal. El cesio no reacciona con nitrógeno para formar nitruros, pero reacciona con el hidrógeno a temperaturas altas para producir un hidruro muy estable; reacciona en forma violenta con el agua y aun con hielo a temperaturas de hasta –116 °C así como con los halógenos, amoniaco y monóxido de carbono. En general, con compuestos orgánicos el cesio experimenta los mismos tipos de reacciones que el resto de los metales alcalinos, pero es mucho más reactivo.

## Abundancia y obtención
El cesio no es muy abundante en la corteza terrestre, hay del orden de 3 partes por millón.
Ocupa el lugar 45 entre los elementos más abundantes en la tierra y el 36 entre los metales. Es más abundante que el antimonio, cadmio, estaño, y tungsteno, y dos órdenes de magnitud más abundante que el mercurio y la plata; es un 3.3 %  de la abundancia del  rubidio, con el cual está fuertemente asociado químicamente.
Al igual que el litio y el rubidio, el cesio se encuentra como un constituyente de minerales complejos, y no en forma de halogenuros relativamente puros, como en el caso del sodio y del potasio. Es hallado frecuentemente en minerales lepidolíticos como los existentes en Rodesia.
El cesio, debido a su gran  radio iónico, es uno de los elementos incompatibles. Durante la cristalización del magma, el cesio se concentra en la fase líquida y cristaliza el último. como consecuencia, los mayores depósitos de cesio se encuentran en zonas de masas de menas de pegmatita formadas por este proceso de enriquecimiento. Como el cesio no sustituye tan fácilmente al potasio como lo hace el rubidio, los minerales de alcalinos de evaporación  silvita (KCl) y carnalita (KMgCl
3·6H
2O) suelen contener solamente un 0.002% de cesio. Como consecuencia el cesio se encuentra en pocos minerales. Se encuentra cesio en berilo(Be
3Al
2(SiO
3)
6) y avogadrita ((K,Cs)BF
4), hasta un 15  wt% Cs2O en el mineral relacionado pezzottaita (Cs(Be
2Li)Al
2Si
6O
18), up to 8. 4 wt% Cs2O en el mineral raro londonita ((Cs,K)Al
4Be
4(B,Be)
12O
28), y menos en el más ampliamente encontrado rhodizita. La única mena importante de cedioes la  polucita Cs(AlSi
2O
6), que se encuentra en unos pocos lugares en el mundo que tienen pegmatitas, asociadas con minerales de litio más importantes comercialmente, lepidolita y petalita. Dentro de las pegmatitas, el gran tamaño de los granos y la fuerte separación de los minerales da como resultado un mineral de alta ley para la minería.
La fuente de cesio más importante y rica del mundo que se conoce es la Mina Tanco en el lago Bernic en Manitoba, Canadá, que se calcula que contiene 350.000 toneladas métricas de mineral de pollucita, lo que representa más de dos tercios de la base de reservas del mundo. Aunque el contenido estequiométrico de cesio en la pollucita es del 42. 6 %, las muestras puras de pollucita de este yacimiento contienen solo alrededor del 34 % de cesio, mientras que el contenido medio es del 24 wt%. La pollucita comercial contiene más del 19% de cesio. El yacimiento de pegmatita del Distrito de Bikita en Zimbabue se explota por su petalita, pero también contiene una cantidad significativa de pollucita. Otra fuente notable de pollucita se encuentra en la Desierto de Karibib, Namibia. Al ritmo actual de producción minera mundial de 5 a 10 toneladas métricas por año, las reservas durarán miles de años.

## Usos

### Perforación petrolífera
El mayor uso actual de cesio no radiactivo es en fluidos de perforación de formiato de cesio en la industria de extracción de petróleo. Soluciones acuosas de formiato de cesio (HCOO−Cs+), elaborados mediante la reacción de hidróxido de cesio con ácido fórmico, se desarrollaron a mediados de la década de 1990 para su uso en la perforación de pozos de petróleo y fluidos de terminación. La función de un fluido de perforación es lubricar las barrenas de perforación, llevar los recortes de roca a la superficie y mantener la presión sobre la formación durante la perforación del pozo. Los fluidos de terminación ayudan a colocar la maquinaria de control después de la perforación pero antes de la producción al mantener la presión.
La alta densidad de la salmuera de formiato de cesio (hasta 2,3 g/cm3, o 19,2 libras por galón), junto con la naturaleza relativamente benigna de la mayoría de los compuestos de cesio, reduce el requisito de sólidos suspendidos tóxicos de alta densidad en el fluido de perforación, una gran ventaja en un problema tecnológico, de ingeniería y ambiental significativo. A diferencia de los componentes de muchos otros líquidos pesados, el formiato de cesio es relativamente amigable con el medio ambiente. La salmuera de formiato de cesio se puede mezclar con formiatos de potasio y sodio para disminuir la densidad de los fluidos hasta la del agua (1.0  g/cm3, u 8,3 libras por galón). Además, es biodegradable y se puede reciclar, lo cual es importante teniendo en cuenta su alto costo (alrededor de $4,000 por barril en 2001). Los formiatos alcalinos son seguros de manejar y no dañan la formación productora o los metales de fondo de pozo como lo hacen a veces las salmueras alternativas corrosivas de alta densidad (como las soluciones de bromuro de zinc ZnBr
2); también requieren menos limpieza y reducen los costos de eliminación.

### Relojes atómicos

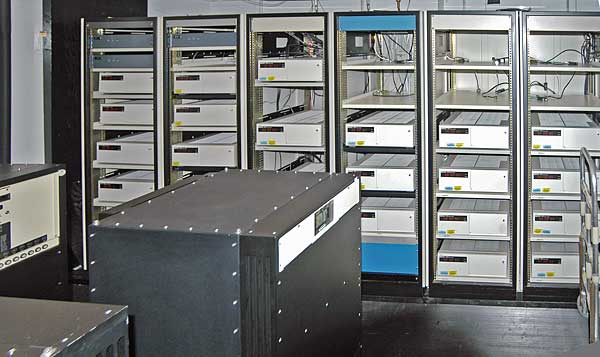
Conjunto de reloj atómico en el Observatorio Naval de EE. UU.

Los relojes atómicos basados en cesio utilizan las transiciones electromagnéticas en la estructura hiperfina de los átomos de cesio-133 como punto de referencia. El primer reloj de cesio preciso fue construido por Louis Essen en 1955 en el Laboratorio Nacional de Física del Reino Unido. Los relojes de cesio han mejorado durante el último medio siglo y se consideran "la realización más precisa de una unidad [de magnitud] que la humanidad ha logrado". Estos relojes miden la frecuencia con un error de 2 a 3 partes en 1014, lo que corresponde a una precisión de 2 nanosegundos por día, o un segundo en 1,4 millones de años. Las últimas versiones son más precisas que 1 parte en 1015, aproximadamente 1 segundo en 20 millones de años. El estándar de cesio es el estándar principal para mediciones de tiempo y frecuencia que cumple con los estándares. Los relojes de cesio sirven de la referencia del tiempo de las redes de telefonía celular e Internet.

#### Definición del segundo
El segundo, símbolo s, es la unidad de tiempo del Sistema Internacional (SI). Se define tomando el valor numérico fijo de la frecuencia de cesio ΔνCs, la frecuencia de transición hiperfina del estado fundamental no perturbado del átomo de cesio-133, que es 9 192 631 770 cuando se expresa en la unidad Hz, que es igual a s−1.

### Otros usos
El cesio metálico se utiliza en celdas fotoeléctricas, instrumentos espectrográficos, contadores de centelleo, bulbos de radio, lámparas militares de señales infrarrojas y varios aparatos ópticos y de detección. Los compuestos de cesio se usan en la producción de vidrio y cerámica, como absorbentes en plantas de purificación de dióxido de carbono, en microquímica. Las sales de cesio se han utilizado en medicina como agentes antishock después de la administración de drogas de arsénico. El isótopo cesio-137 se utiliza habitualmente en procedimientos de radioterapia interna también llamada braquiterapia para el tratamiento del cáncer.

## Efectos del cesio sobre la salud
Los humanos pueden estar expuestos al cesio por respiración o al ingerirlo con alimentos y bebidas. En el aire los niveles de cesio son generalmente bajos, pero el cesio radioactivo ha sido detectado en algunos niveles en aguas superficiales y en muchos tipos de comidas.
La cantidad de cesio en comidas y agua depende de la emisión de cesio radiactivo de plantas de energía nuclear, mayoritariamente a través de accidentes, tal es el caso del Desastre de Chernobyl en 1986 y el Accidente nuclear de Fukushima Dai-Ichi en 2011. La gente que trabaja en industria de energía nuclear puede estar expuesta a altos niveles de cesio, pero son tomadas muchas medidas de seguridad para prevenirlo. Es poco probable que la gente que experimente el efecto del cesio sobre la salud pueda relacionarlo con este.
Cuando hay contacto con cesio radiactivo, algo altamente improbable, la persona puede experimentar daño celular a causa de la radiación emitida por las partículas del cesio. Esto puede traer como consecuencia efectos como náuseas, vómitos, diarreas, y hemorragias. Si la exposición es larga la gente puede incluso perder el conocimiento, entrar en coma o incluso morir. Cuan serios sean los efectos depende de la resistencia de cada persona, el tiempo de exposición y la concentración a la que esté expuesta.
El azul de Prusia (uso médico), también conocido como hexacianoferrato férrico de potasio, se usa como un medicamento para tratar la intoxicación por talio o cesio radiactivo.

## Efectos ambientales del cesio
El cesio está en la naturaleza principalmente a causa de la erosión y desgaste de rocas y minerales. Es también liberado al aire, al agua y al suelo a través de la minería y fábricas de minerales. Los isótopos radiactivos del cesio pueden ser disminuidos solo en su concentración a través de la desintegración radiactiva. El cesio no radiactivo puede también ser destruido cuando entra en el ambiente o reacciona con otros compuestos en moléculas muy específicas.
Tanto el cesio radiactivo como el estable actúan químicamente como en los cuerpos de los humanos y los animales.
El cesio en el aire puede viajar largas distancias antes de precipitarse en la tierra. La mayoría de los compuestos del cesio son muy solubles en agua. En suelos, por otro lado, el cesio no puede ser eliminado por el agua subterránea; allí permanece en las capas superiores del suelo y es fuertemente unido a las partículas del mismo, y como resultado no queda disponible para ser tomado por las raíces de las plantas. El cesio radiactivo tiene la oportunidad de entrar en las plantas al caer sobre las hojas. Los animales que son expuestos a muy altas dosis de cesio muestran cambios en el comportamiento, como es el incremento o la disminución de la actividad.

## Producción
La extracción y el refinado del mineral de polucita es un proceso selectivo y se realiza a menor escala que para la mayoría de los demás metales. El mineral se tritura, se clasifica a mano, pero no suele concentrarse, y luego se muele. El cesio se extrae entonces de la pollucita principalmente por tres métodos: digestión ácida, descomposición alcalina y reducción directa.
En la digestión ácida, la roca de silicato pollucita se disuelve con ácidos fuertes, como el hidroclórico (HCl), el sulfúrico (H
2SO
4), el hidrobromhídrico (HBr) o el hidrofluórico (HF). Con el ácido clorhídrico, se produce una mezcla de cloruros solubles, y las sales dobles de cloruro de cesio insolubles se precipitan como cloruro de antimonio de cesio (Cs
4SbCl
7), cloruro de yodo de cesio (Cs
2ICl), o hexaclorocerato de cesio (Cs
2(CeCl
6)). Después de la separación, la sal doble pura precipitada se descompone, y el CsCl puro se precipita evaporando el agua.
El método del ácido sulfúrico produce la sal doble insoluble directamente como alumbre de cesio (CsAl(SO
4)
2-12H2O). El componente  sulfato de aluminio se convierte en  óxido de aluminio insoluble calentando el alum con carbono, y el producto resultante se lixivia con agua para dar una solución de  Cs
2SO
4.
Mediante el calentamiento de polucita con carbonato de calcio y cloruro de calcio se produce silicatos de calcio insolubles y cloruro de cesio soluble. La lixiviación con agua o amoníaco diluido (NH
4OH) produce una solución diluida de cloruro de cesio (CsCl). Esta solución puede evaporarse para producir cloruro de cesio o transformarse en alumbre de cesio o carbonato de cesio. Aunque no es comercialmente factible, el mineral se puede reducir directamente con potasio, sodio o calcio en vacío para producir cesio metálico directamente.
La mayor parte del cesio extraído (como sales) se convierte directamente en formiato de cesio (HCOO−Cs+) para aplicaciones tales como la perforación petrólífera. Para abastecer el mercado en desarrollo, Cabot Corporation construyó una planta de producción en 1997 en la mina Tanco cerca del lago Bernic en Manitoba, con una capacidad de 1900 m3 por año de solución de formiato de cesio. Los principales compuestos comerciales de cesio a menor escala son el cloruro de cesio y el nitrato de cesio.
Alternativamente, el cesio metálico puede obtenerse a partir de compuestos purificados derivados del mineral. El cloruro de cesio y los otros haluros de cesio pueden reducirse a 700 a 800 °C con calcio o bario, y el metal de cesio se destila del resultado. Del mismo modo, el aluminato, el carbonato o el hidróxido pueden ser reducidos por magnesio.
El cesio metal también puede aislarse por electrólisis de cianuro de cesio fundido (CsCN). El cesio excepcionalmente puro y sin gas puede producirse por descomposición térmica  a 390 °C de azida de cesio CsN
3, que puede producirse a partir de sulfato de cesio acuoso y azida de bario. En aplicaciones de vacío, el dicromato de cesio puede reaccionar con circonio para producir cesio metálico puro sin otros productos gaseosos.
Cs
2Cr
2O
7 + 2 Zr → 2 Cs + 2 ZrO
2+ Cr
2O
3
El precio del cesio puro al 99,8% (base metálica) en 2009 era de unos 10$/g, pero los compuestos son bastante más baratos.